# Karel II. Štýrský
Karel II. Štýrský (německy Karl von Innerösterreich, 3. června 1540 ve Vídni – 10. července 1590 ve Štýrském Hradci) byl štýrský arcivévoda, vládce v tzv. Vnitřních Rakousích z rodu Habsburků.

## Život a vláda

### Dětství a počátek vlády
Narodil se jako nejmladší syn císaře Ferdinanda I. a Anny Jagellonské v roce 1540 ve Vídni, kde vyrůstal. Již jako desetiletý obdržel vlastní dvůr v čele se svobodným pánem Leonardem Harrachem. Císař Ferdinand I. rozdělil závětí z roku 1554 rakouské dědictví mezi své 3 syny (Maxmiliána, Ferdinanda a Karla). Po jeho smrti v roce 1564 připadla nejmladšímu Karlovi vláda ve Vnitřních Rakousích. Arcivévoda Karel II. budoval Vnitřní Rakousy jako samostatné knížectví v rámci Svaté říše římské. Jednotlivé země si však zachovávaly vlastní zemské sněmy. Krátce před otcovou smrtí odpřisáhly Karlovi věrnost štýrské, korutanské a kraňské stavy. Do Štýrského Hradce, sídelního města Vnitřních Rakous, nový arcivévoda natrvalo přesídlil až o rok později, v roce 1565. Ihned zde zřídil centrální úřady. Štýrský Hradec se postupně alespoň na čas stal nejvýznamnějším rakouským městem, zejména poté, co v roce 1583 přesídlil císař Rudolf II. z Vídně do Prahy.
Z pověření svého nejstaršího bratra, císaře Maxmiliána II., odcestoval v letech 1568–1569 do Španělska. Tam se měl původně informovat o zdravotním stavu duševně chorého infanta dona Carlose, syna krále Filipa II. Ten však před Karlovým příjezdem zemřel. Nakonec vedl Karel jednání mezi Madridem a Vídní o sporných otázkách, především o povstání v Nizozemí a dynastických problémech.

### Sňatek
V letech 1558–1570 probíhala jednání o možném sňatku s anglickou královnou Alžbětou I., která však vyjednávání neustále protahovala (nikdy se nakonec nevdala). Uvažovalo se i o sňatku se skotskou královnou Marií Stuartovnou. I z tohoto záměru sešlo. Nakonec se Karel jako jednatřicetiletý v roce 1571 oženil se svojí dvacetiletou neteří Marií Bavorskou, dcerou své starší sestry Anny a bavorského vévody Albrechta V., se kterou měl 15 dětí. Jako přesvědčená obhájkyně katolické víry Marie významně ovlivňovala vládu svého manžela i výchovu dětí.

### Boje s Turky
Karel se musel také potýkat s nebezpečím turecké expanze, neboť jeho území bezprostředně sousedila s Osmanskou říší. Na hranicích probíhaly neustálé boje. Ačkoliv garance obrany Říše byla především povinností císaře, nemohl Karel na bratrovu pomoc příliš spoléhat a budoval aktivní obrannou linii v Chorvatsku na vlastní náklady sám. Založil vlastní dvorskou válečnou radu a nechal vybudovat pevnost Karlovac (je pojmenována po něm).

### Náboženská politika
Jako katolík (i pod vlivem své manželky) se Karel snažil o upevnění katolických pozic v ovládaných zemích. Byl však ve složité situaci, která jej nutila ke kompromisům. Mezi štýrskou šlechtou měli velké zastoupení a vliv protestanti. Karel byl na nich finančně závislý, neboť především obrana před Osmanskou říší byla velmi nákladná. Proto se tedy přes určité snahy o rekatolizaci období vlády Karla II. vyznačuje poměrně velkou náboženskou tolerancí. Úplný přechod zemí ke katolické víře se podařil až Karlovu synovi, pozdějšímu císaři Ferdinandovi II.
V roce 1572 podepsal Karel ve Štýrském Hradci náboženský mír, který zaručil evangelickým pánům a rytířům ve Štýrsku náboženskou svobodu a vedl k velkému rozkvětu protestantismu. O šest let později byla svoboda vyznání rozšířena i měšťany. Poskytnutá svoboda vyvolala nedůvěru u papeže a také byla zárodkem pozdějších sporů. Karel všechny ústupky v náboženských otázkách omezil pouze na svoji osobu a vyloučil možnost, že by zavazovaly i jeho nástupce. Zároveň se také snažil o to, aby se zlepšila všeobecně špatná pověst katolické církve. I proto přivedl do Štýrského Hradce jezuitský řád.
I přes mnohé kompromisy se Karel snažil o způsob vlády blízký absolutismu. Ve výrazném omezení moci stavů a posílení role panovníka však byl opět úspěšný až jeho syn Ferdinand.

### Rozvoj kultury a vzdělání
Ačkoliv nebyl Karel tak vášnivým sběratelem a podporovatelem umění jako jeho bratr Ferdinand Tyrolský, přinesl i on mnohé kulturní podněty. Ve Štýrském Hradci založil umělecký kabinet. V roce 1587 nechal stavět mauzoleum v bazilice v Seckau, které patří nejvýznamnějším renesančním památkám v Rakousku. S jeho jménem je spojeno i založení známého hřebčína v Lipici nedaleko Terstu (1580).
Podporoval i vzdělávání. V roce 1585 založil ve Štýrském Hradci univerzitu.
Karel II. zemřel v roce 1590 ve věku 50 let. Je pohřben v Seckau.

## Děti
V manželství, trvajícím 19 let, porodila jeho manželka Marie 15 dětí. Poslední z potomků se narodil jako pohrobek, tedy až po Karlově smrti.
- Ferdinand (*/† 1572)
- Anna (16. srpna 1573 – 10. února 1598),

⚭ 1592 Zikmund III. Vasa (20. června 1566 – 30. dubna 1632), polský a švédský král, velkokníže litevský
- Marie Kristina (10. listopadu 1574 – 6. dubna 1621), kněžna sedmihradská; abatyše řádu sester Srdce Ježíšova v Hallu

⚭ 1595 Zikmund Báthory (1573–1613), rozvedli se v roce 1599
- Kateřina Renata (4. ledna 1576 – 29. června 1599), rakouská arcivévodkyně, svobodná a bezdětná
- Alžběta (13. března 1577 – 29. ledna 1586), rakouská arcivévodkyně
- Ferdinand II. (9. července 1578 – 15. února 1637), císař Svaté říše římské
⚭ 1600 Marie Anna Bavorská (8. prosince 1574 – 8. března 1616)
⚭ 1622 Eleonora Gonzagová (23. září 1598 – 27. června 1655)
- Karel (17. července 1579 – 17. května 1580)
- Gregoria Maxmiliána (22. března 1581 – 20. září 1597), rakouská arcivévodkyně
- Eleonora (25. září 1582 – 28. ledna 1620), rakouská arcivévodkyně, svobodná a bezdětná
- Maxmilián Arnošt (17. listopadu 1583 – 18. února 1616), komtur v Řádu německých rytířů, nikdy se neoženil, ale měl nelegitimního syna
- Markéta (25. prosince 1584 – 3. října 1611),

⚭ 1599 Filip III. (14. dubna 1578 – 31. března 162), král španělský, portugalský, neapolský a sicilský
- Leopold V. (9. října 1586 – 13. září 1632), pasovský a štrasburský biskup,
⚭ 1626 Klaudie Medicejská (4. června 1604 – 25. prosince 1648)
- Konstance (24. prosince 1588 – 10. července 1631),

⚭ 1605 Zikmund III. Vasa (20. června 1566 – 30. dubna 1632), polský a švédský král, velkokníže litevský
- Marie Magdalena (7. října 1589 – 1. listopadu 1631),

⚭ 1608 Cosimo II. Medicejský (12. května 1590 – 28. února 1621), toskánský velkovévoda
- Karel (7. srpna 1590 – 28. prosince 1624), pohrobek, biskup vratislavský a bolzansko-brixenský, velmistr Řádu německých rytířů, portugalský místokrál, svobodný a bezdětný

## Vývod z předků
|                   |                           |  |                       |                                        |  |  |  |  |  |  |  | Fridrich III. Habsburský |
|                   |                           |  |                       |                                        |  |  |  |  |  |  |  |                          |
|                   | Maxmilián I. Habsburský   |  |                       |                                        |  |  |  |  |  |  |  |                          |
|                   |                           |  |                       |                                        |  |  |  |  |  |  |  |                          |
|                   |                           |  |                       | Eleonora Portugalská                   |  |  |  |  |  |  |  |                          |
|                   |                           |  |                       |                                        |  |  |  |  |  |  |  |                          |
|                   | Filip I. Kastilský        |  |                       |                                        |  |  |  |  |  |  |  |                          |
|                   |                           |  |                       |                                        |  |  |  |  |  |  |  |                          |
|                   |                           |  |                       | Karel Smělý                            |  |  |  |  |  |  |  |                          |
|                   |                           |  |                       |                                        |  |  |  |  |  |  |  |                          |
|                   | Marie Burgundská          |  |                       |                                        |  |  |  |  |  |  |  |                          |
|                   |                           |  |                       |                                        |  |  |  |  |  |  |  |                          |
|                   |                           |  |                       | Isabela Bourbonská                     |  |  |  |  |  |  |  |                          |
|                   |                           |  |                       |                                        |  |  |  |  |  |  |  |                          |
|                   | Ferdinand I. Habsburský   |  |                       |                                        |  |  |  |  |  |  |  |                          |
|                   |                           |  |                       |                                        |  |  |  |  |  |  |  |                          |
|                   |                           |  |                       | Jan II. Aragonský                      |  |  |  |  |  |  |  |                          |
|                   |                           |  |                       |                                        |  |  |  |  |  |  |  |                          |
|                   | Ferdinand II. Aragonský   |  |                       |                                        |  |  |  |  |  |  |  |                          |
|                   |                           |  |                       |                                        |  |  |  |  |  |  |  |                          |
|                   |                           |  |                       | Juana Enríquez                         |  |  |  |  |  |  |  |                          |
|                   |                           |  |                       |                                        |  |  |  |  |  |  |  |                          |
|                   | Jana I. Kastilská         |  |                       |                                        |  |  |  |  |  |  |  |                          |
|                   |                           |  |                       |                                        |  |  |  |  |  |  |  |                          |
|                   |                           |  |                       | Jan II. Kastilský                      |  |  |  |  |  |  |  |                          |
|                   |                           |  |                       |                                        |  |  |  |  |  |  |  |                          |
|                   | Isabela I. Kastilská      |  |                       |                                        |  |  |  |  |  |  |  |                          |
|                   |                           |  |                       |                                        |  |  |  |  |  |  |  |                          |
|                   |                           |  |                       | Isabela Portugalská                    |  |  |  |  |  |  |  |                          |
|                   |                           |  |                       |                                        |  |  |  |  |  |  |  |                          |
| Karel II. Štýrský |                           |  |                       |                                        |  |  |  |  |  |  |  |                          |
|                   |                           |  |                       |                                        |  |  |  |  |  |  |  |                          |
|                   |                           |  | Vladislav II. Jagello |                                        |  |  |  |  |  |  |  |                          |
|                   |                           |  |                       |                                        |  |  |  |  |  |  |  |                          |
|                   | Kazimír IV. Jagellonský   |  |                       |                                        |  |  |  |  |  |  |  |                          |
|                   |                           |  |                       |                                        |  |  |  |  |  |  |  |                          |
|                   |                           |  |                       | Žofie Litevská                         |  |  |  |  |  |  |  |                          |
|                   |                           |  |                       |                                        |  |  |  |  |  |  |  |                          |
|                   | Vladislav Jagellonský     |  |                       |                                        |  |  |  |  |  |  |  |                          |
|                   |                           |  |                       |                                        |  |  |  |  |  |  |  |                          |
|                   |                           |  |                       | Albrecht II. Habsburský                |  |  |  |  |  |  |  |                          |
|                   |                           |  |                       |                                        |  |  |  |  |  |  |  |                          |
|                   | Alžběta Habsburská        |  |                       |                                        |  |  |  |  |  |  |  |                          |
|                   |                           |  |                       |                                        |  |  |  |  |  |  |  |                          |
|                   |                           |  |                       | Alžběta Lucemburská                    |  |  |  |  |  |  |  |                          |
|                   |                           |  |                       |                                        |  |  |  |  |  |  |  |                          |
|                   | Anna Jagellonská          |  |                       |                                        |  |  |  |  |  |  |  |                          |
|                   |                           |  |                       |                                        |  |  |  |  |  |  |  |                          |
|                   |                           |  |                       | Jean I de Foix-Grailly, Earl of Kendal |  |  |  |  |  |  |  |                          |
|                   |                           |  |                       |                                        |  |  |  |  |  |  |  |                          |
|                   | Gaston II. z Foix-Candale |  |                       |                                        |  |  |  |  |  |  |  |                          |
|                   |                           |  |                       |                                        |  |  |  |  |  |  |  |                          |
|                   |                           |  |                       | Margaret de la Pole                    |  |  |  |  |  |  |  |                          |
|                   |                           |  |                       |                                        |  |  |  |  |  |  |  |                          |
|                   | Anna de Foix a Candale    |  |                       |                                        |  |  |  |  |  |  |  |                          |
|                   |                           |  |                       |                                        |  |  |  |  |  |  |  |                          |
|                   |                           |  |                       | Gaston IV of Foix                      |  |  |  |  |  |  |  |                          |
|                   |                           |  |                       |                                        |  |  |  |  |  |  |  |                          |
|                   | Kateřina z Foix-Candale   |  |                       |                                        |  |  |  |  |  |  |  |                          |
|                   |                           |  |                       |                                        |  |  |  |  |  |  |  |                          |
|                   |                           |  |                       | Eleonora I. Navarrská                  |  |  |  |  |  |  |  |                          |
|                   |                           |  |                       |                                        |  |  |  |  |  |  |  |                          |